# 國道3號 (韓國)
國道3號（韓語：국도 제3호선），又稱南海-楚山線（남해 ~ 초산선），是韓國的一條國家級公路，南起慶尚南道南海郡，北至朝鮮楚山郡。縱貫朝鮮半島中部內陸。
全長1,096.3公里，但由於朝鮮戰爭關係，目前從南海出發只能到江原道鐵原郡（長558.8公里）。